# Scatella rufipes
Scatella rufipes är en tvåvingeart som beskrevs av Gabriel Strobl 1906. Scatella rufipes ingår i släktet Scatella och familjen vattenflugor. Inga underarter finns listade i Catalogue of Life.